# Iwan Afanassjewitsch Dmitrewski

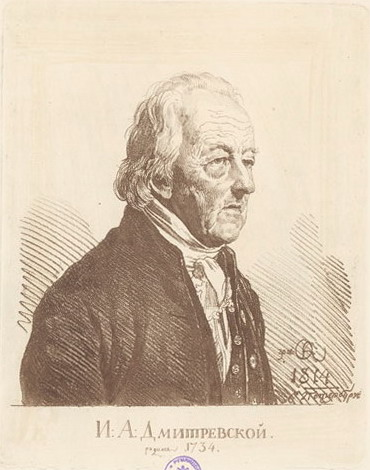
I. A. Dmitrewski (1814)

Iwan Afanassjewitsch Dmitrewski (russisch Иван Афанасьевич Дмитревский, wiss. Transliteration Ivan Afanas'evič Dmitrevskij; geb. 28. Februar 1734 in Jaroslawl; gest. 27. Oktober 1821 in Sankt Petersburg) war ein russischer Schauspieler, Übersetzer, Dramatiker und Theaterlehrer. Er gilt als der erste große Tragöde des russischen Theaters sowie als Gründer und erster Lehrer der russischen Theaterschule. 

## Leben
Iwan Dmitrewski wurde 1734 in Jaroslawl geboren. Zusammen mit seinem Freund Fjodor Wolkow (1729–1763) eröffnete er das erste russische Theater in seiner Heimatstadt Jaroslawl (1750) und zog später mit dem Rest der Truppe nach Sankt Petersburg (1756). Seine tragischen Rollen in den Stücken von Alexander Sumarokow wurden von Katharina der Großen und ihrer Freundin Jekaterina Daschkowa bewundert. Später hielt er Vorlesungen über Theater in der Russischen Akademie, deren Mitglied er war. In seinen Schriften und Stücken betonte Dmitrewski die Vernunft gegenüber den Emotionen und propagierte „den lauten, künstlichen deklamatorischen Schauspielstil“ des französischen Neoklassizismus.
Die Schauspielerin und Sängerin Agrafena Musina-Puschkina (1740–1782) war seine Schülerin und wurde später seine Frau. Sie spielte die Rollen der ersten Dienstmädchen in Komödien und Königinnen in Tragödien.
1765–1766 unternahm Dmitrewski eine erste Auslandsreise. Er reiste zunächst nach Deutschland, dann nach Paris und London. In Paris war er für länger Gast im Haus von Lekain (Cain), dem ersten Tragödiendichter des französischen Theaters, in dessen Begleitung ging er im Frühjahr 1766 nach England, um die Schauspielkunst von David Garrick kennenzulernen.